# Беллэр-Шор (Флорида)
Беллэр-Шор  (англ. Belleair Shore) — муниципалитет, расположенный в округе Пинеллас (штат Флорида, США) с населением в 109 человек по статистическим данным переписи 2000 года.

## География
По данным Бюро переписи населения США муниципалитет Беллэр-Шор имеет общую площадь в 1,29 квадратных километров, из которых 0,26 кв. километров занимает земля и 1,04 кв. километров — вода. Площадь водных ресурсов округа составляет 80,62 % от всей его площади.
Муниципалитет Беллэр-Шор расположен на высоте 3 м над уровнем моря.